# Spriggina
Genre
Spriggina est un genre éteint d'animaux fossiles de la fin de l'éon protérozoïque (-700 Ma, - 550 Ma) dans ce qui est aujourd'hui l'Australie-Méridionale.

## Nom
Le nom du genre rend hommage à Reginald Sprigg, découvreur de la faune de l'Édiacarien dans les chaîne de Flinders en Australie-Méridionale et le nom d'espèce floudersi au chasseur de fossiles Ben Flounders.

## Descriptif
Les Spriggines ressemblaient extérieurement à des vers ou des trilobites allongés (jusqu'à cinq centimètres de long) avec une symétrie bilatérale, un céphalon (tête) formé par les deux premiers segments, et un corps métamérisé. Elles font partie de la faune de l'Édiacarien. C'étaient des animaux benthiques mais on ignore bien plus de choses qu'on n'en connaît : alimentation, position rampante ou dressée, systématique sont toujours conjecturelles.

## Taxonomie
La seule certitude est qu'il s'agit d'un métazoaire bilatérien. Il pourrait faire partie d'un groupe-frère autant des arthropodes que des chordés, mais l'impression visuelle n'est pas un critère pertinent en paléontologie. Il pourrait être l'ancêtre d'espèces qui se sont diversifiées lors du Cambrien, et par corrélation, un ancêtre des espèces triploblastiques.
Cependant les hypothèses plus récentes considèrent que les espèces édiacariennes se sont éteintes sans descendance à la fin de cette période, pour être remplacées par d'autres à l'aube du Cambrien. Ce sujet est encore controversé et d'autres études placent Spriggina parmi les arthropodes, accréditant une séparation entre protostomiens et deuterostomiens avant 550 Ma.

## Galerie

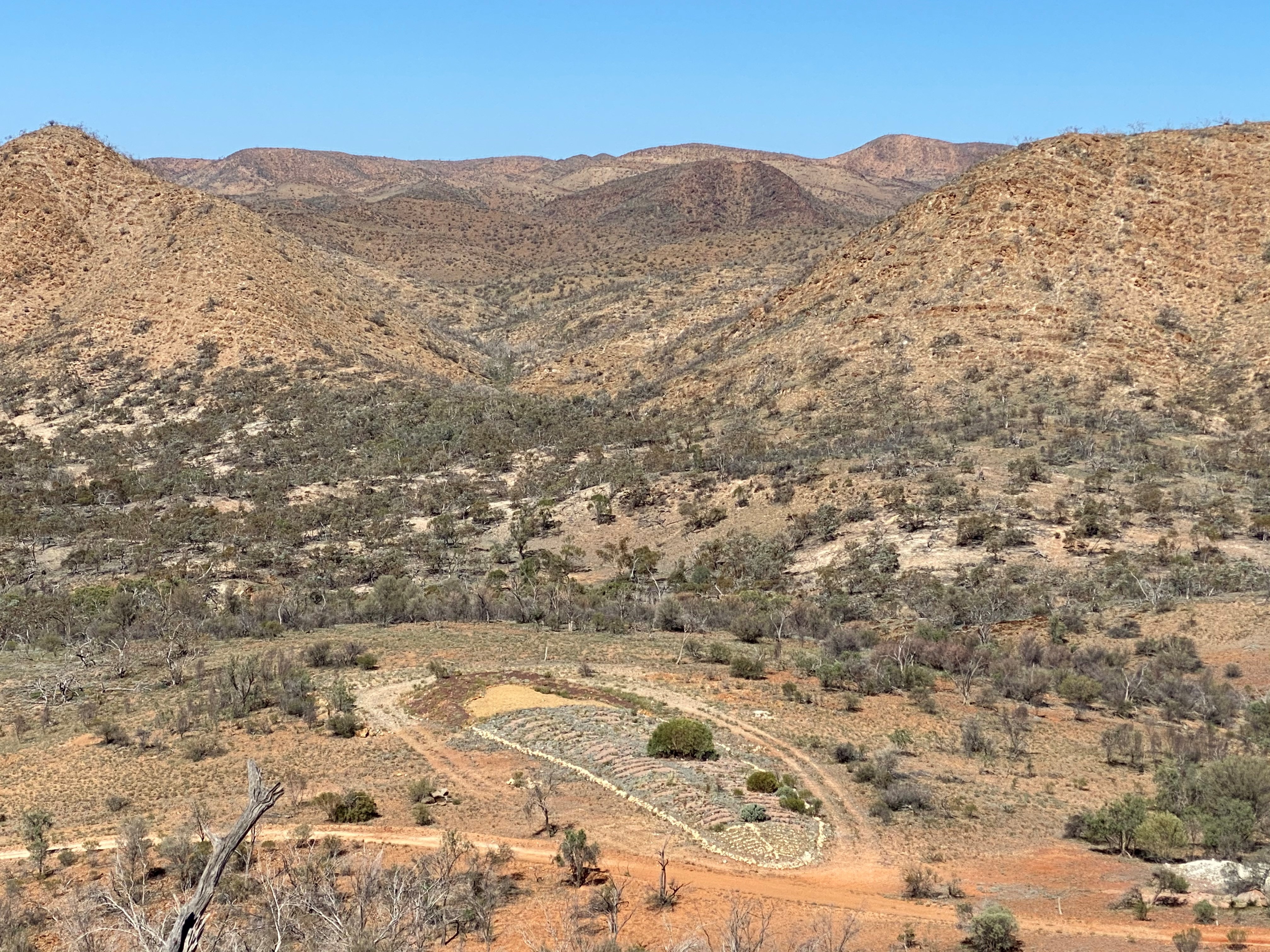
Paysage de la chaîne de Flinders.
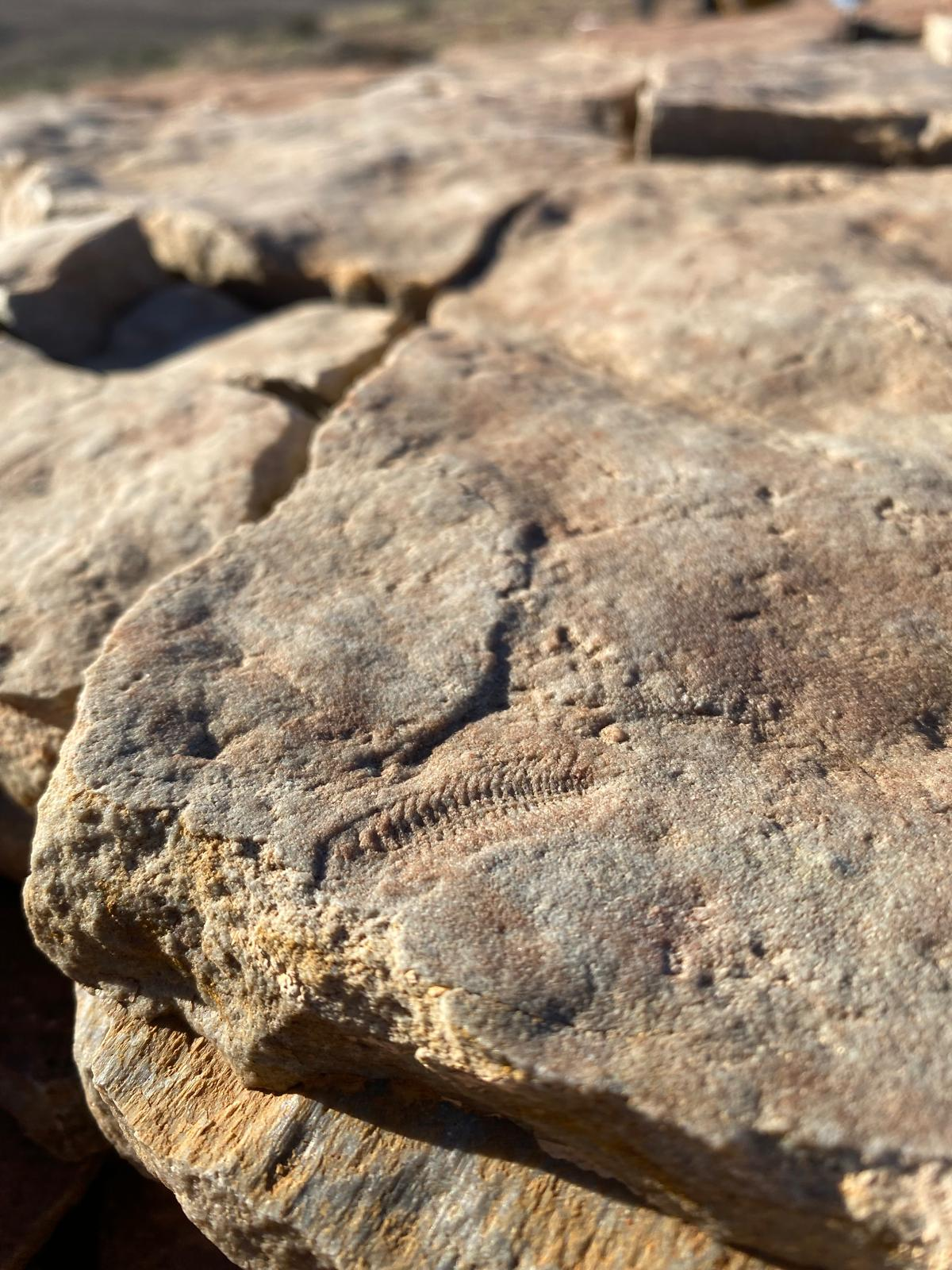
Fossile in situ dans le Nilpena Ediacara National Park.
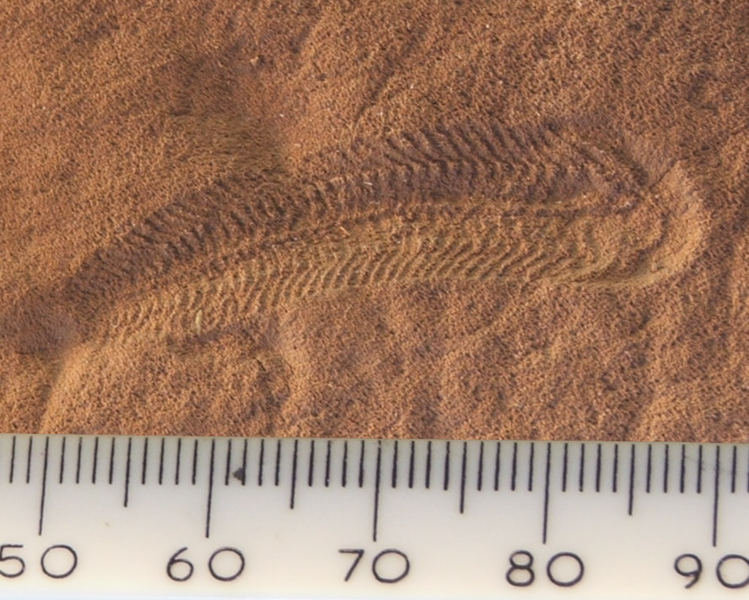
Spriggina floundersi.
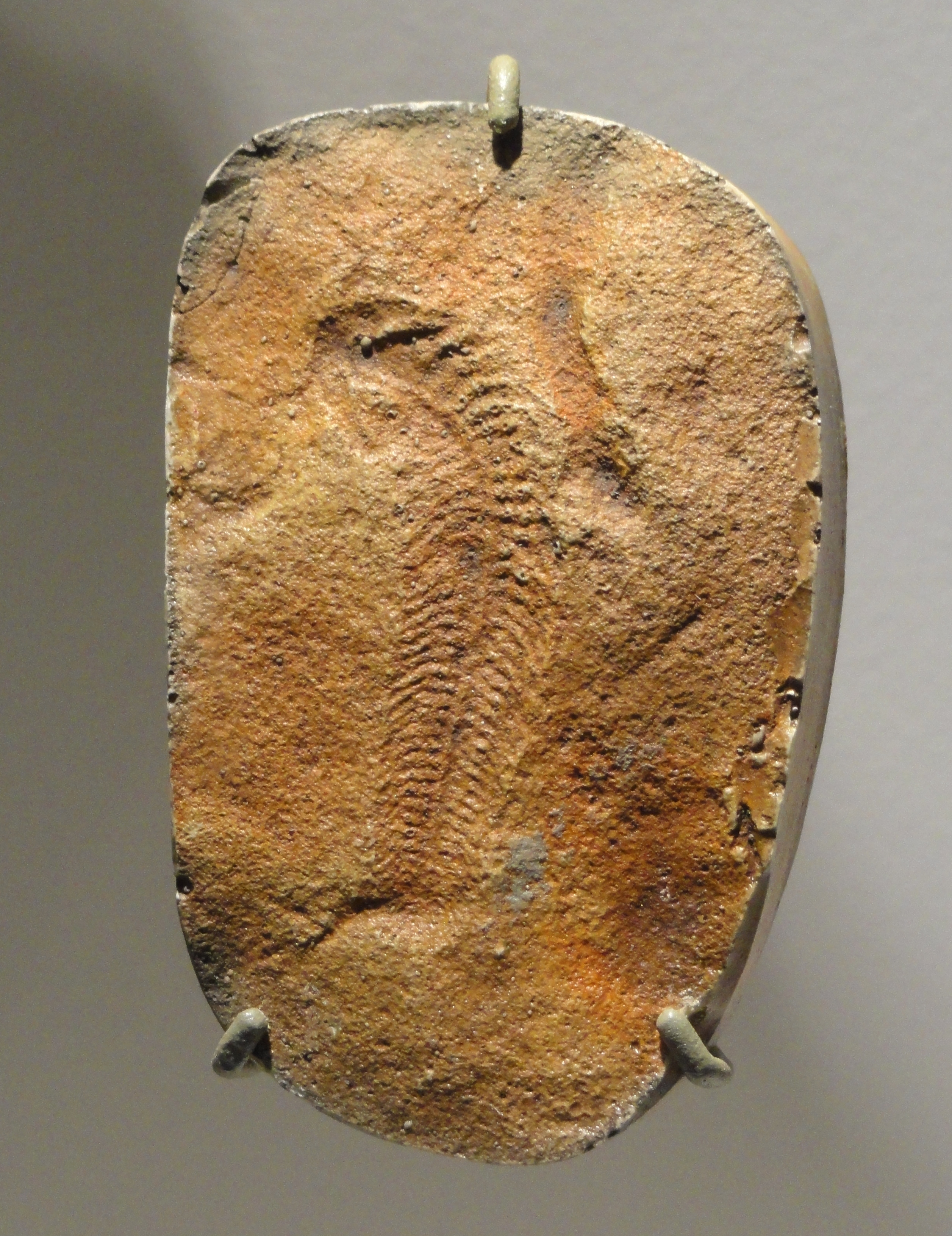
Fossile de S. floundersi au Musée des sciences naturelles de Houston.

## Liste d'espèces
On connaît deux espèces de Spriggines selon PBDB, GBIF et WoRMS :
- Spriggina floundersi (Glaessner, 1958)
- Spriggina ovata (Glaessner et Wade 1966).